# Joseph McGrath (Politiker)
Joseph McGrath (irisch Seosamh Mac Craith, * 1887 in Dublin; † 1. März 1966 ebenda) war ein irischer Politiker der Sinn Féin sowie der Cumann na nGaedheal.

## Biografie
McGrath, der Mitglied der Irischen Republikanischen Bruderschaft war, war aktiver Teilnehmer am Osteraufstand von 1916. Seine eigentliche politische Laufbahn begann er als Kandidat der Sinn Féin 1919 mit der Wahl zum Abgeordneten (Teachta Dála) des ersten Unterhauses (Dáil Éireann). Dort vertrat er zunächst die Interessen des Wahlkreises Dublin St.James’s und anschließend von 1921 bis 1923 von Dublin North-West. Dabei gehörte er zuletzt innerhalb der aufgrund des Anglo-Irischen Vertrages gespaltenen Sinn Féin neben Arthur Griffith zu den Unterstützern dieses Vertrages (Pro-Treaty).
Von 1919 bis zum 8. November 1920 war er zugleich Vizeminister für Arbeit und später vom 11. Januar bis 9. September 1922 Arbeitsminister. Während der Zeit der Provisorischen Regierung unter dem Vorsitz von William Thomas Cosgrave war er anschließend bis zum 6. Dezember 1922 Industrie- und Handelsminister.
1923 wurde er als Kandidat der Cumann na nGaedheal wieder zum Unterhausabgeordneten gewählt und vertrat dort bis zur Niederlegung seines Mandats am 29. Oktober 1924 den Wahlkreis Mayo North.
Zwischen dem 21. September 1923 und dem 23. März 1927 war er wiederum Minister für Industrie und Handel und damit Mitglied des Exekutivrates des Irischen Freistaates unter dem Vorsitz von W. T. Cosgrave.
Nach seinem Ausscheiden aus der Regierung wechselte McGrath in die Privatwirtschaft und war Berater der Siemens-Schuckertwerke beim Bau des 1929 fertiggestellten Laufwasserkraftwerks in Ardnacrusha. 1930 war er Gründer des Irish Hospitals' Sweepstake (vgl. Sweepstake), einer Lotterie zur Finanzierung des Baus von Krankenhäusern, die ihn selbst zu einem wohlhabenden Geschäftsmann machte. Daneben engagierte er sich im Pferdesport und der Pferdezucht.